# Charles Jules Henri Nicolle
Dr. Charles Jules Henry Nicolle (Rouen, 21. rujna 1866. – Tunis, 28. veljače 1936.), francuski bakteriolog koji je 1928.g. dobio Nobelovu nagradu za medicinu ili fiziologiju otkrivanje uši (Pediculus humanus humanus) kao prijenosnika tifusa.

## Životopis
Rođen u Rouenu, Francuska, Charles je u početku učio o biologiji od svog oca Eugene Nicolle, liječnika u bolnici u Rouenu. Liječnik je postao 1893.g. na Pasteurovom institutu.  
Godine 1903. Nicolle je postao ravnatelj Pasteur Instituta, što je ostao sve do svoje smrti. 
Kroz svoj život pisao je uz znanstvena djela i fikciju i filozofiju (djela:Le Pâtissier de Bellone, Les deux Larrons, and Les Contes de Marmouse).
Oženio je Alice Avice 1895.g., i imali su dvoje djece, Marcelle (r. 1896) i Pierre (r. 1898).

## Dostignuća
Dr. Nicolleova glavna dostignuća u bakteriologiji:
- Otkriće načina prijenosa tifusa
- Uvođenje cijepljenja za brucelozu
- Otkriće načina prijenosa krpeljne groznice
- Istraživanje raka, skarlatine, goveđe kuge, ospica, gripe, tuberkuloze i trahoma.

## Otkriće prijenosnika
Dr. Nicolleovo otkriće proizašlo je prvo iz zapažanja, da pacijenti sa zaraznim tifusom koji mogu zaraziti ostale izvan i unutar bolnice i čija je i sama odjeća zarazna, nakon što se okupaju u vrućoj vodi i promijene odjeću, više nisu zarazni. Odmah je posumnjao na uši kao prijenosnike zaraze, što je i dokazao 1909.g. u pokusu s čimpanzama. Kada je prenio uš sa zaražene na zdravu čimpanzu, za 10 dana zdrava je oboljela od tifusa. 
Daljnja istraživanja pokazala je da glavni način prijenosa bolesti nisu ugrizi nego izlučevine uši. Uš kada se zarazi umire nakon nekoliko tjedana, ali u međuvremenu izluči velik broj bakterija. Malena količina nanesena i protrljana uz kožu ili oko uzrokuje zarazu. 

## Pokušaji stvaranja cjepiva
Dr. Nicolle je zamislio kako bi jednostavno napravio cjepivo od zdrobljene uši koju bi pomiješao s krvnim serumom ozdravljenih pacijenata.  
Nakon nekoliko pokušaja nije uspio (Rudolf Weigl 1930.g. je uspio razviti cjepivo).

## Vanjske poveznice
- Nobelova nagrada - životopis (engl.)